# Friedrich Klütsch
Friedrich Klütsch (* 1957 in Köln) ist ein deutscher Drehbuchautor, Kameramann und Filmregisseur.

## Leben
Klütsch wuchs in Köln auf. Als Drehbuchautor und Filmregisseur drehte er mehrere Dokumentationen über historische Themen, bei denen er ebenso als Kameramann tätig war.

## Werke (Auswahl)

### Filmregisseur
- 1982/1983: Parteitag 82
- 2000 Jahre Christentum (Dokumentation)
- Fernsehserie: ZDF Expedition, Terra X – Expedition ins Unbekannte (OT: Terra X – Rätsel alter Weltkulturen; 10 Episoden, 2005–2022)
- 2007: Jesus von Assisi[1]
- 2009: Der Auftrag des Erzengels (Dokumentation)
- 2017: 10 Tage im April – Luther in Worms (Film)

### Drehbuchautor
- Morgenland (Dokumentation)
- Der Heilige Krieg (Dokumentation)[2]
- Bibelrätsel (Dokumentation)
- Der Komponist Nino Rota (Dokumentation)
- 1984: Asyl (Regie); (Drehbuch: Osvaldo Bayer, Cengiz Doğu, Urs M. Fiechtner; Kamera: Pavel Hispler)[3]
- 1988: Angst vor dem Höllenfeuer (Dokumentation)
- 1992: RUNaWAY, Co-Regie, Drehbuch
- 2008–2010: Die Deutschen (Dokumentation; 3 Folgen)
- 2010: Wohin treibt der Islam? (mit Daniel Gerlach)
- 2024: INRI – Warum musste Jesus sterben? (szenische Dokumentation)[4]

### Kamera
- 1988: Angst vor dem Höllenfeuer
- 1988/1989: Restrisiko oder Die Arroganz der Macht
- 1996: Kreuz und Quer
- 1993: Angst. Tor zur Freiheit (2. Kamera)

### Sonstiges
- 1980/1981: Familie Villano kehrt nicht zurück (Licht)
- 1983/1984: Echt tu matsch (Produktions-Assistenz)
- 1983: Vom Ende der Zeit (Ton)